# Margaret Baskerville

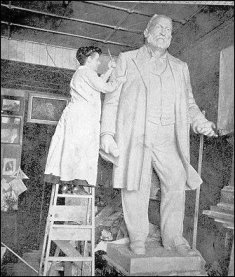
Margaret Baskerville bei der Arbeit an der Thomas Bent Statue

Margaret Francis Ellen Baskerville (* 14. September 1861 in North Melbourne; † 6. Juli 1930 in Brighton, Victoria) war eine australische Bildhauerin, Aquarellmalerin und Pädagogin. Sie gilt als die erste professionelle Bildhauerin Victorias.

## Leben

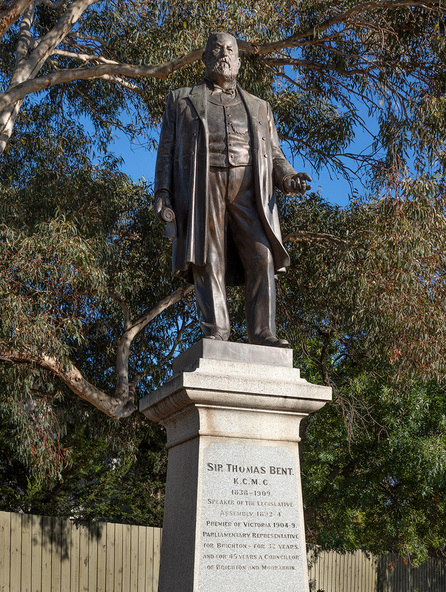
Sir Thomas Bent (ehemaliger Bürgermeister von Brighton und Premierminister von Victoria, 1913)

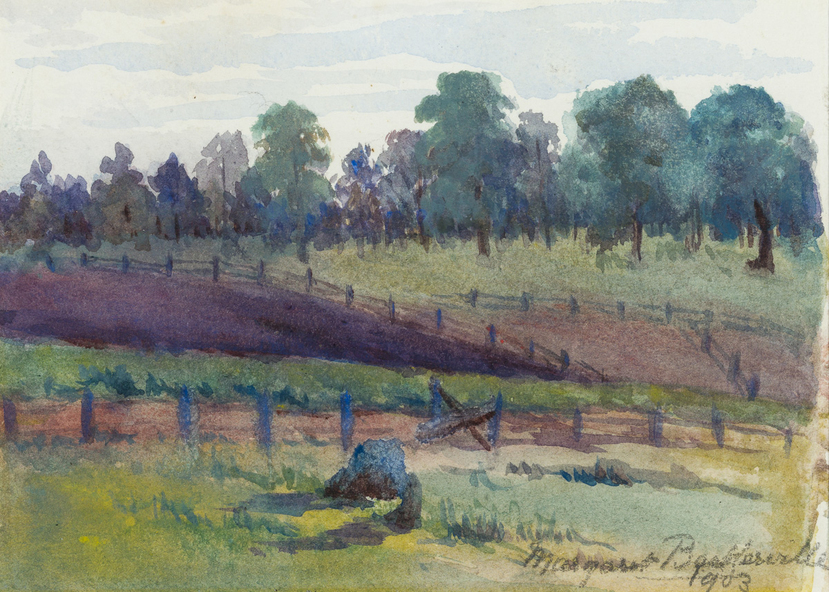
Farm fences (Zäune auf dem Bauernhof) Aquarell, 1903.

Margaret Baskerville wurde 1861 in North Melbourne als ältestes Kind des Eisenwarenhändlers Edgar Arthur Baskerville und seiner Frau Sarah Francis, geb. Moseley, geboren. Margaret verbrachte ihre Jugend in Ballarat. Später kehrte die Familie nach Melbourne zurück. Sie studierte 1880 und 1882 bis 1885 an der National Gallery School bei O. R. Campbell und George Frederick Folingsby und besuchte Kurse in Aktzeichnen bei Charles Douglas Richardson. Im Jahr 1886 wurde sie als Lehrerin für das viktorianische Bildungsministerium zugelassen, für das sie sechzehn Jahre lang tätig war.

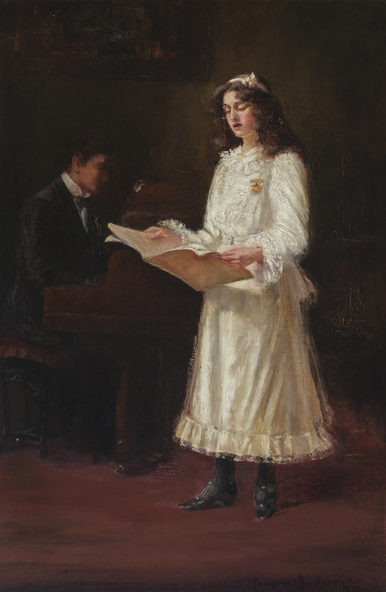
The rehearsal (Die Gesangsprobe), Ölgemälde, 1910

Margaret Baskerville entschied sich jedoch, Bildhauerin zu werden, aber sie malte weiterhin Aquarelle und Ölgemälde. 1899 wurde ihre Study of Wallflowers auf der Greater Britain Exhibition mit einem Diplom ausgezeichnet und 1900 in Paris ausgestellt. Ab 1902 arbeitete sie hauptberuflich als Bildhauerin und gab nachmittags Privatunterricht in ihrem Atelier. Zu ihren Werken aus dieser Zeit gehören Gathering Flowers, Nature's Mirror, Fern Gatherer und The Book of Fate. 1904 hatte sie genug gespart, um nach London zu gehen, wo sie am Royal College of Art bei Edouard Lanteri (1848–1917) studierte und von Anselmo Galmuzzi in Marmorbildhauerei unterrichtet wurde. Ihre Arbeiten wurden von Auguste Rodin gelobt, der das College während ihres Studiums zweimal besuchte. Von London aus reiste sie nach Paris, Rom, Florenz und in die Schweiz. Nach ihrer Rückkehr nach Australien 1906 assistierte sie Charles Douglas Richardson in seinem Atelier. Am 23. Dezember 1914 heirateten sie in der St John's Church of England in East Malvern. Zu diesem Zeitpunkt war sie 53 und Richardson 61 Jahre alt.
Margaret Baskerville schuf eine Reihe von Porträtköpfen und Büsten, insbesondere von Kindern. Sie stellte ihre Werke zeitlebens regelmäßig aus, zuletzt 1929. Sie war Gründungsmitglied und Vorstandsmitglied der Yarra Sculptors' Society (1898–1909) und gehörte außerdem dem Victorian Sketching Club, dem Women's Art Club, dem Council of the Australian Institute of Arts and Literature und dem Austral Salon an. Als Mitglied der Victorian Artists' Society verteidigte sie ihren Mann in kontroversen Situationen energisch, als er deren Präsident war. Sie starb am 6. Juli 1930 in Brighton.

## Werk
1907 gewann Margaret Baskerville auf der Women's Work Exhibition in Melbourne sechs Preise für Bildhauerei. Ihr erster Auftrag, für den sie 1000 Pfund erhielt, war das Denkmal für Sir Thomas Bent in Brighton. Die 1911 begonnene und am 20. Oktober 1913 enthüllte überlebensgroße Bronzestatue auf einem Granitsockel ist wohl ihr bekanntestes Werk. Weitere Auftragsarbeiten folgten. In Footscray wurde das James Cuming Monument (1915/1916) aufgestellt, für das sie eigene Marmorarbeiten anfertigte. 1916 schuf sie eine runde Marmorplatte zum Gedenken an Ernest Wood für die St. Paul's Cathedral in Melbourne und 1922 als Kriegsdenkmal für Alexandra in Victoria die Bronzefigur eines Soldaten, der sich auf sein Gewehr stützt. In einem späteren Denkmal für Maryborough, das am 24. Oktober 1926 enthüllt wurde, stellte sie in Bronze einen Soldaten auf dem Schlachtfeld dar. Ihr Denkmal für Edith Cavell in der St Kilda Road in Melbourne wurde am 11. November 1926 enthüllt. Sie schuf auch drei lebensgroße Figuren von Daphne, Echo und Persephone für das umgebaute Restaurant des Hotel Australia in der Collins Street; diese Figuren wurden wahrscheinlich zusammen mit dem Hotel 1938 abgerissen. Zusammen mit ihrem Mann schuf sie zwei Basreliefs für das Foyer des 1922 eröffneten Capitol Theatre.